# 베브 베번
베브 베번(Bev Bevan, 1945년 11월 24일 ~ )은 잉글랜드의 음악가이다.